# Ingrid Engen
Ingrid Syrstad Engen (Melhus, Noruega; 29 d'abril de 1998) és una futbolista noruega. Juga com a defensa o migcampista i el seu equip actual és l'OL Lyonnes de la lliga francesa; va jugar quatre anys al Futbol Club Barcelona. També forma part de la Selecció de Noruega.

## Carrera esportiva
Engen va començar la seva carrera professional amb el SK Trondheims-Ørn noruec el 2014. Després de la temporada de 2016 de la Toppserien, va rebutjar ofertes d'altres clubs per allargar el seu contracte amb l'SK Trondheims-Ørn.

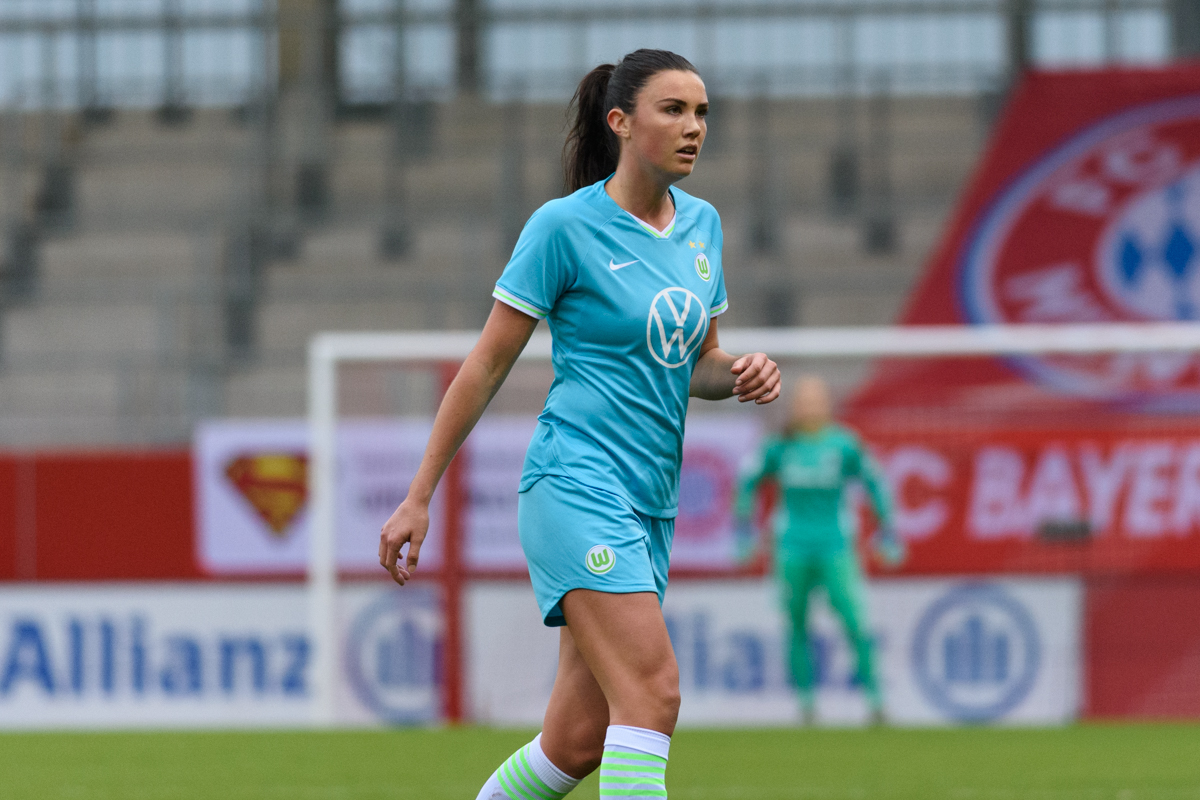
En la seva etapa amb el Wolfsburg

Després d'ajudar el LSK Kvinner FK a aconseguir el doblet de lliga i copa, Engen va ser fitxada pel campió alemany VfL Wolfsburg el desembre de 2018. Com a part de l'acord, la jugadora va ser cedida al LSK Kvinner FK noruec per a la primera meitat de la temporada 2019.
El juliol de 2021 va fitxar pel FC Barcelona, esdevenint així el primer reforç del Barça Femení 2021/22. Procedent del Wolfsburg, va fitxar fins al juny de 2023, tot i que va renovar per a més temporades. Amb l'equip català va guanyar dues Lligues de Campions (2022-2023 i 2023-2024), tres lligues (2021-2022, 2022-2023 i 2023-2024), dues copes (2022 i 2024) i tres supercopes (2022, 2023 i 2024).

## Internacional
El 2018, Engen va ser convocada per primera vegada amb la Selecció absoluta de Noruega per disputar la Copa d'Algarve 2018. Va debutar en el primer partit de la competició contra Austràlia.
El setembre de 2018, Engen va marcar en una victòria per 2-1 contra els Països Baixos durant la classificació per a la Copa Mundial de 2019, la qual cosa li va donar a Noruega la classificació al torneig.

## Palmarès

### Clubs

#### LSK Kvinner FK
- Toppserien: 2018
- Copa de Noruega Femenina: 2018

#### VfL Wolfsburg
- Bundesliga: 2019-20
- Copa d'Alemanya: 2019-20, 2020-21

#### FC Barcelona
- Lliga espanyola: 2021-22, 2022-23, 2023-2024, 2024-25
- Supercopa d'Espanya: 2022, 2024, 2025
- Copa espanyola de futbol femenina: 2021-22, 2023-2024, 2024-25
- Lliga de Campions 2022-23, 2023-2024

### Internacional
- Copa d'Algarve: 2019